# Ospedalicchio
Ospedalicchio è una frazione di 1 139 abitanti del comune di Bastia Umbra, in provincia di Perugia, distante circa 3 km dal capoluogo. Essa si trova a 199 m s.l.m., all'estremità nord della Valle Umbra.

## Geografia fisica

### Territorio
Ospedalicchio è un punto di snodo di merci e di persone, poiché sorge lungo la Strada statale 75 Centrale Umbra, superstrada che collega Perugia a Foligno e Spoleto, ed è situato in prossimità dell'aeroporto di Perugia-Sant'Egidio. Inoltre, è posto proprio al confine tra i territori dell'assisate e del perugino, con la frazione di Collestrada, lungo la cosiddetta via ghisleria (1577, da monsignor Pietro Ghisleri, governatore di Perugia) che mette in comunicazione Perugia ed Assisi. Probabilmente, l'ospedale di Collestrada aveva qui una piccola dipendenza, che ha fornito il nome al paese.
Pur facendo parte del territorio del comune di Bastia Umbra, compreso nella Diocesi di Assisi-Nocera Umbra-Gualdo Tadino, Ospedalicchio rientra nei confini del territorio dell'Arcidiocesi di Perugia-Città della Pieve.

## Storia
In questi luoghi si sono combattute molte battaglie nel corso dei secoli, tra le due città di Perugia ed Assisi. Nel XIV secolo il Comune di Perugia vi costruì un forte militare (Castrum Spedalicchium, nel 1379) a presidio del confine. Durante il periodo della dominazione pontificia, l'aspetto militare venne meno e si espanse il borgo civile, addossato all'interno delle mura difensive. I nobili perugini Eugeni, nel XVII secolo, vi costruirono la propria residenza di campagna, utilizzando anche un'antica torre risalente al medioevo.
Nel 1828 il paese viene annesso al comune di Bastia Umbra.

## Monumenti e luoghi d'interesse
- Piazza con il pozzo medievale, risalente al 1312 (rinnovata nel 2016; assente pozzo medievale).
- Chiesa parrocchiale di San Cristoforo, del 1955, nel quale è un Angelo custode di Giulio Cesare Angeli, proveniente dalla chiesa della Compagnia della Misericordia di Perugia.[2]

## Eventi

### Giochi della Gioventù
Sfida con varie prove che solitamente si svolge l'ultimo venerdì di Agosto tra i 4 rioni del paese: San Cristoforo (blu), San Lazzaro (verde), San Lorenzo (rosso), San Vitale (giallo). Questo evento, dopo essere stato interrotto per diversi anni, è ripreso normalmente dal 2015 (non disputato nel 2020, 2021 a causa della pandemia Covid-19).
| Ed. | Anno | Vincitore   |
| --- | ---- | ----------- |
| 1   | 2015 | San Vitale  |
| 2   | 2016 | San Lorenzo |
| 3   | 2017 | San Vitale  |
| 4   | 2018 | San Lorenzo |
| 5   | 2019 | San Vitale  |
| 6   | 2022 | San Lorenzo |
| 7   | 2023 | San Lorenzo |
| 8   | 2024 | San Lorenzo |

| Rione          | Vittorie | Edizioni                     |
| -------------- | -------- | ---------------------------- |
| San Lorenzo    | 5        | 2016, 2018, 2022, 2023, 2024 |
| San Vitale     | 3        | 2015, 2017, 2019             |
| San Cristoforo | 0        |                              |
| San Lazzaro    | 0        |                              |